# Pascal Angan
Jean Louis Pascal Angan (19 avril 1986) est un footballeur international béninois. Il joue au poste de milieu offensif.

## Biographie

### Débuts
Il est d'origine ivoirienne et a été naturalisé béninois. Il évolue tout d'abord au sein AS Tonnerre de Bohicon, l'équipe de la région de Bohicon avec laquelle il remporte le titre de champion du Bénin en 2007. À partir de 2009, il évolue avec le club marocain du Wydad de Casablanca avec lequel il est finaliste de la Ligue des champions arabes en 2009 et champion du Maroc en 2010.

### Wydad de Casablanca
Il est transféré au Wydad de Casablanca en 2010 avec lequel il remporte le Championnat du Maroc en 2010. Il est par ailleurs finaliste de la Ligue des Champions de la CAF en 2011, où il finit 9e meilleur buteur avec 3 buts dont le premier face au Mouloudia d'Alger.

### Sélection Nationale
Sa première sélection avec le Bénin a lieu lors d'un match face au Ghana comptant pour les qualifications de la Coupe d'Afrique et la Coupe du monde 2010.
Jean Louis Pascal Angan participe à la Coupe d'Afrique des nations 2010 avec le Bénin.

## Palmarès
AS Tonnerre de Bohicon
- Champion du Bénin en 2007 avec l'AS Tonnerre de Bohicon
- Vainqueur de la Supercoupe du Bénin en 2007 avec le AS Tonnerre de Bohicon

 Wydad de Casablanca
- Champion du Maroc en 2010 avec le Wydad de Casablanca
- Finaliste de la Ligue des Champions de la CAF en 2011